# Biosphärenreservat Niedersächsische Elbtalaue

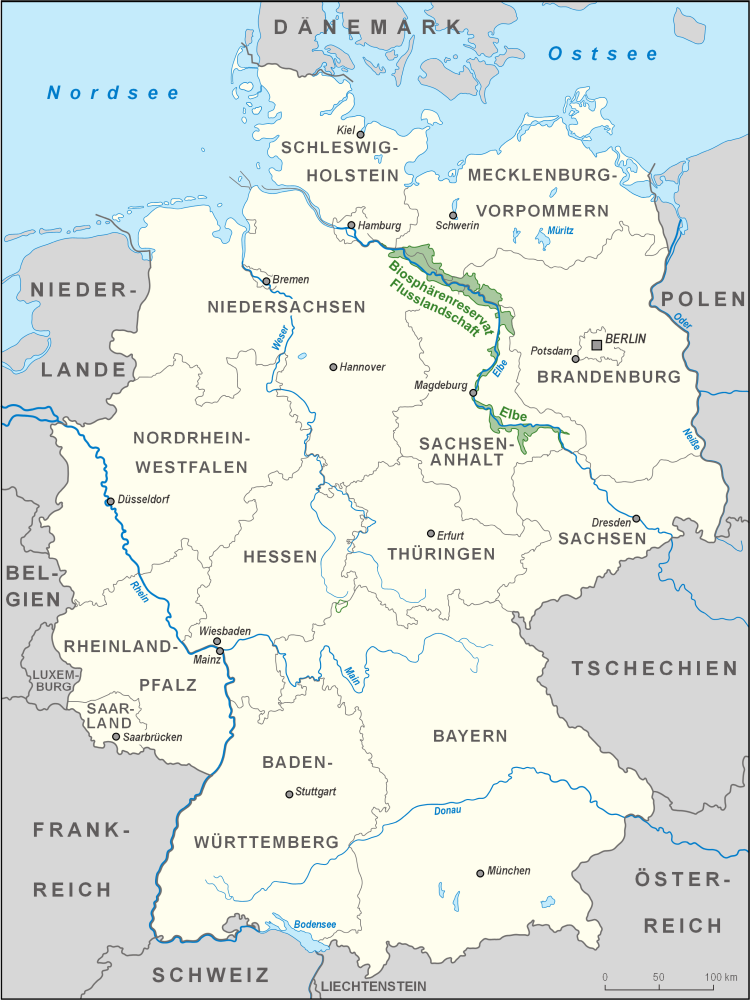
Lage des Biosphärenreservats Flusslandschaft Elbe

Logo des Biosphärenreservats

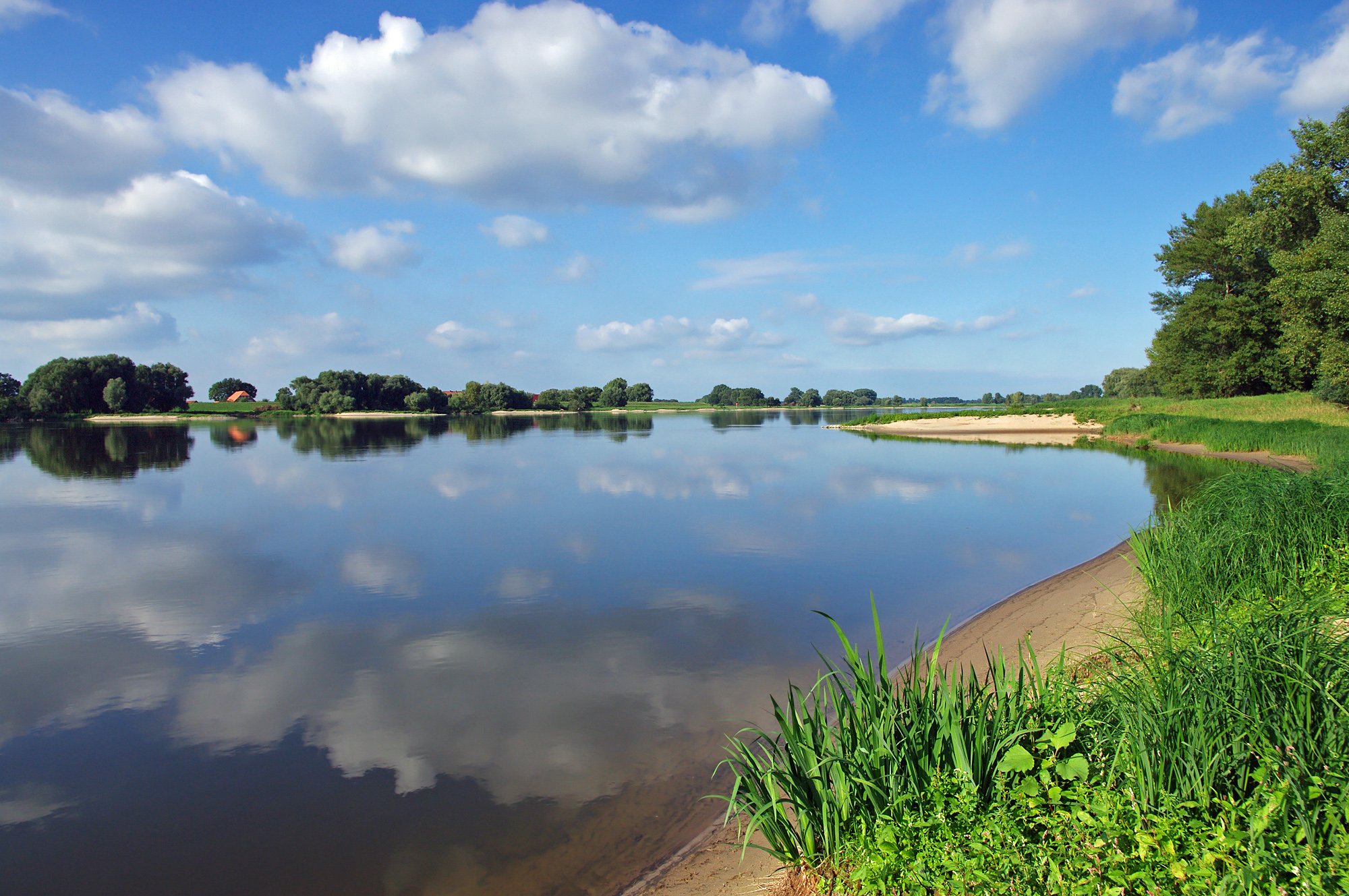
Elbe in Lüchow-Dannenberg

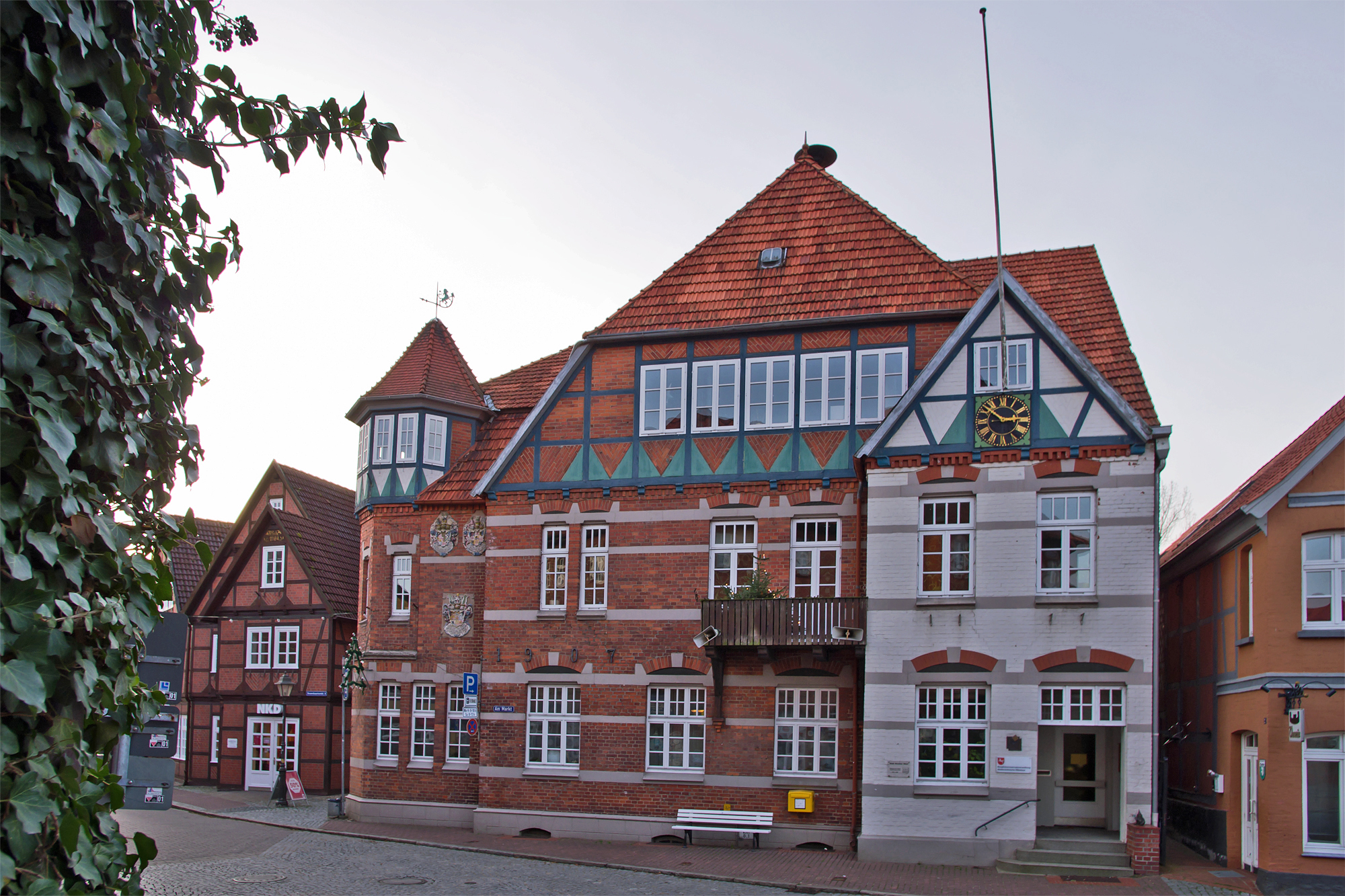
Dienstgebäude der Biosphärenreservatsverwaltung in Hitzacker (Elbe)

Das Biosphärenreservat „Niedersächsische Elbtalaue“ ist ein Biosphärenreservat im deutschen Bundesland Niedersachsen, das die Auenlandschaft der Elbe in ihrem unteren Mittellauf umfasst. Das Biosphärenreservat Mittelelbe schließt an die Elbtalaue an und ist seit 1997 ebenfalls Teil des durch die UNESCO anerkannten Biosphärenreservats Flusslandschaft Elbe.

## Geschichte
Im Jahr 1997 wurde zunächst das länderübergreifende UNESCO-Biosphärenreservat Flusslandschaft Elbe anerkannt. Der im Frühjahr 1998 per Verordnung eingerichtete Nationalpark Elbtalaue in einem Teil des niedersächsischen UNESCO-Biosphärenreservates wurde vom OVG Lüneburg im Spätsommer 1999 für nichtig erklärt. Stattdessen wurde ein Biosphärenreservat eingerichtet. Erstmals wurde dabei in Deutschland dieser Schutzstatus auf der Grundlage von § 25 des Bundesnaturschutzgesetzes (BNatSchG) umgesetzt. Am 23. November 2002 trat das Gesetz über das Biosphärenreservat „Niedersächsische Elbtalaue“ in Kraft, nachdem es einstimmig vom Niedersächsischen Landtag verabschiedet worden war.

## Beschreibung
Die Verwaltung des Biosphärenreservats „Niedersächsische Elbtalaue“ wird durch die Biosphärenreservatsverwaltung Niedersächsische Elbtalaue wahrgenommen, die zunächst eine Außenstelle der inzwischen aufgelösten Bezirksregierung Lüneburg war und in Hitzacker ansässig ist. Heute ist die Verwaltung unmittelbar dem Niedersächsischen Ministerium für Umwelt, Energie und Klimaschutz unterstellt. Dabei betreut die Biosphärenreservatsverwaltung in enger Abstimmung mit den Gemeinden, anderen Fachverwaltungen und Interessenverbänden sowie der Bevölkerung in der Region die Sicherung, Pflege und Entwicklung von Natur und Landschaft. Im vergleichsweise streng geschützten Gebietsteil C nimmt sie zusätzlich auch die Funktion einer Unteren Naturschutzbehörde wahr. Der Biosphärenreservatsbeirat mit Vertretern aus allen Kommunen und aktiven Interessengruppen unterstützt die Verwaltung. Das Elbschloss Bleckede, das Informationszentrum für die Elbtalaue, leistet die gebietsbezogene Informations- und Bildungsarbeit.
- Lage: Nordost-Niedersachsen, 100 km südöstlich von Hamburg
- Landkreise: Landkreis Lüchow-Dannenberg und Landkreis Lüneburg
- Ausdehnung: von Schnackenburg (Elbe-Kilometer 472,5) bis Lauenburg/Elbe (Elbe-Kilometer 569) beidseits der Elbe
- Höhenlage: 5 bis 109 m über NN
- Größe: 56.762 ha
- Naturraum: Untere Mittelelbe-Niederung. Flusslandschaft mit Feuchtwiesen, Altwassern und Auwaldresten, bewaldeten Talsandflächen und Binnendünen
- Nutzung/Besiedlung: Land- und Forstwirtschaft, ländliche Siedlungsstruktur

## Ökologie
Das Biosphärenreservat ist geprägt durch eine weitgehend ursprüngliche Flusslandschaft mit markanten, relativ großen Überschwemmungsflächen. Durch die Erhaltung der naturnahen Flussdynamik konnten typische Landschaftsmerkmale wie Feuchtwiesen, alte Flussarme und Auwälder als prägende Elemente bis heute bestehen.
Rund 250 Vogelarten kommen nach Angaben der Biosphärenverwaltung in dem Gebiet vor. 1300 Gefäßpflanzenarten wurden nachgewiesen. Beachtenswerter als die reine Artenzahlen ist die Vielfalt von Landschaftselementen von teilweise gegensätzlichen Lebensräumen. Zusammen mit dem begünstigten Lage im Übergangsbereich von atlantischem zu kontinentalem Klima fördert die vielfältige Habitatstruktur die Artenvielfalt.

## Filmografie
- Im Schutzgebiet der unteren Elbtalaue. Dokumentarfilm, 44 Min., Deutschland, 2000, von Ulrich Nebelsiek und Jens-Uwe Heins, Produktion: Drefa-Produktion-und-Lizenz-GmbH, Wayback-Archiv der Beschreibung (Memento vom 1. Oktober 2007 im Internet Archive) des MDR